# بابلو دي باروس بولينو
بابلو دي باروس بولينو (مواليد 3 أغسطس 1989 في ساو جواو نيبوموسينو - البرازيل) لاعب كرة قدم برازيلي يلعب حاليا لصالح نادي الدرجة الأولى ريال سرقسطة الإسباني منذ 2008 في مركز الظهير الأيسر كما يجيد اللعب في مركز الوسط المدافع .

## وصلات خارجية
- بابلو دي باروس بولينو على موقع قاعدة بيانات كرة القدم.إي يو (الإنجليزية)
- بابلو دي باروس بولينو على موقع Soccerway.com (الإنجليزية)
- بابلو دي باروس بولينو على موقع عالم كرة القدم.نت (الإنجليزية)